# グレン・エニス
グレン・エニス（Glenn Ennis、1964年5月19日 - ）は、カナダの俳優。元ラグビー選手。

## プロフィール
- カナダ・バンクーバー出身。
- 現役時代のポジションはナンバーエイト(No8)。
- カナダ代表通算キャップ数は32でカナダ代表主将を務めたことがある[1]。
- ラグビーワールドカップ1987・ラグビーワールドカップ1991・ラグビーワールドカップ1995のカナダ代表に選ばれた[2]。

## 略歴
現役時代はジェームズベイAA、サントリーでプレーしていた。
現役引退後は、俳優になった。